# تعرق مدمي

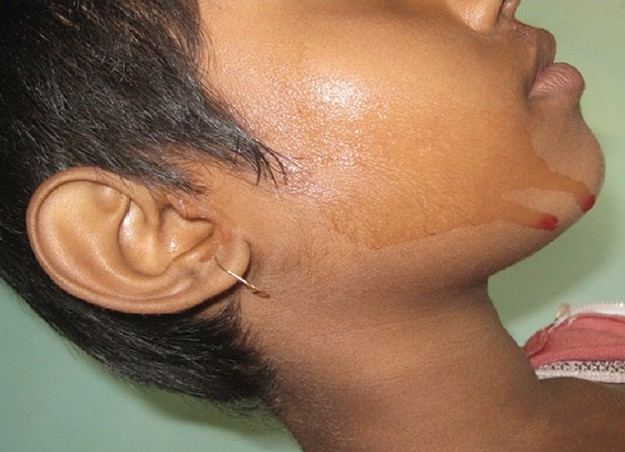
عرق أحمر اللون (أو "عرق قدم") الناجم عن التعرق المدمى.

تعرق مدمى (بالإنجليزية: Hematidrosis) (تعرق شقي أو عرق الدم) هو حالة نادرة جدا فيها يعرق الإنسان دم.[1]

## العلامات والأعراض
الدم يفرز عادة من الجبين، والأظافر، والسرة، والأسطح الجلدية الأخرى. بالإضافة إلى ذلك، يفرز من أسطح المخاط الجلدي مما يتسبب بنزيف الأنف والدموع الملطخة بالدم والحيض البديل بشكل شائع. قد تشتد الأعراض فيصبح صداع شديد وآلام في البطن وعادة ما تكون محدودة ذاتيا. في بعض الحالات، السائل المفرز يكون مخففا بشكل أكبر فيبدو كما لو أنه مشوب بالدم، في حين أن البعض الآخر قد يكون لديه إفرازات حمراء أكثر قتامة تشبه الدم.

## التحقيقات
التحقيقات مثل عد الصفائح الدموية، واختبار تراكم الصفائح الدموية، وتجلط الدم و خزعة الجلد لم تكشف عن أي شذوذ والفحص المجهري بالضوء المباشر للسوائل يوضح وجود خلايا دم حمراء طبيعية. فشلت التحقيقات أيضا أن تظهر أي شذوذ في التهاب الأوعية الدموية أو الزوائد الجلدية (أي الغدد العرقية، والغدد الدهنية، وبصيلات الشعر).

## العلاج
الحالة نادرة جدا ولكن هناك تقارير طبية لعلاج ناجح بحاصرات بيتا (بروبرانولول 10 مج). بإحداث انخفاض كبير في وتيرة إفراز الدم بشكل عفوي. نجاح استخدام حاصرات بيتا يدعم النظرية القائلة بأن الحالة يسببها التوتر والقلق ولم يتم تأسيس هذه المسببات حتى الآن حيث أن ارتفاع معدل انتشار التوتر والقلق في العصر الحديث لم يغير من حالات الإصابة بهذا المرض كونها نادرة للغاية، مما يشير إلى أن الشذوذ أيضا يلعب دورا رئيسيا في هذا المرض.

## أنظر أيضا
- دمع دموي